# Đền Baalshamin
Đền Baalshamin là một ngôi đền cổ ở thành phố Palmyra, Syria, dành riêng cho vị thần Canaanite Baalshamin. Ngôi đền được xây dựng vào năm 131, trong khi bàn thờ phía trước ngôi đền được xây năm 115. Khi Kitô giáo tiếp cận đến khu vực trong thế kỷ thứ 5 ngôi đền được chuyển đến một nhà thờ. Được nhà khảo cổ học Thụy Sĩ khám phá vào năm 1954-56, đền thờ là một trong những cấu trúc cổ xưa đầy đủ nhất tại Palmyra. Ngôi đền nằm trong danh sách di sản văn hóa thế giới UNESCO. 

## Bị phá hủy
Một phần ngôi đền đã bị hư hại ở mức độ nào đó bởi vụ đánh bom năm 2013 trong cuộc nội chiến Syria. Góc đông nam của bức tường ngôi đền đã bị những kẻ trộm gây hư hại khi chục đục hai lỗ để ăn cắp đồ đạc của nhà khách.
Vào tháng 7 năm 2015, Nhà nước Hồi giáo Iraq và Levant đã cài một số lượng lớn các vật liệu nổ trong ngôi đền và cho nổ tung ngôi đền. Có những báo cáo mâu thuẫn nhau về việc phá hủy chính nó đã diễn ra vào tháng 7 hoặc Chủ Nhật ngày 23 tháng 8 năm 2015. Ông Maamoun Abdukarim, người đứng đầu Tổng cục Cổ vật và Viện bảo tàng Syria đã công bố vụ phá hủy này. Các bức ảnh về việc chuẩn bị cho việc phá dỡ, các vụ nổ và tàn tích được đăng tải. Người ta cho rằng Isil đã tuyên bố họ không có ý định phá hủy di sản thế giới của Palmyra, nhưng sẽ phá hủy bất kỳ bức tượng đó được coi là "đa thần". UNESCO đã mô tả sự tàn phá ngôi đền có chủ ý là một "tội ác chiến tranh".